# Ripley (Fernsehserie)
Ripley ist eine 2024 erschienene Fernsehserie von Steven Zaillian über die fiktive Person Tom Ripley.
Die auf dem Kriminalroman Der talentierte Mr. Ripley von Patricia Highsmith basierende Serie ist in Schwarz-weiß gehalten und mit acht Folgen vorerst als Miniserie konzipiert. Sie wurde am 4. April 2024 auf Netflix veröffentlicht. Es wird erwogen, die Serie fortzusetzen.

## Handlung
Im New York der frühen 1960er-Jahre wird der in ärmlichen Verhältnissen lebende Trickbetrüger Thomas „Tom“ Ripley von einem wohlhabenden Werftunternehmer angeheuert, um dessen eigensinnigen Sohn Richard davon zu überzeugen, aus Italien zurückzukehren. Der Unternehmer hält den jungen Mann aufgrund einer Falschinformation für einen früheren Freund von Richard. 
Tom reist an die Amalfiküste nach Atrani. Hier lebt der selbsterklärte Kunstmaler Richard („Dickie“) dank einer ihm fest zustehenden monatlichen Auszahlung aus dem Familienvermögen sorglos in den Tag hinein. Seine Freundin Marjoirie „Marge“ Sherwood, eine angehende Schriftstellerin, wohnt nur ein paar Häuser weiter. Toms Einführung in Dickie Greenleafs entspanntes Leben im Ausland „ist der erste Schritt in ein komplexes Leben voller Täuschung, Betrug und Mord“.

## Besetzung und Synchronisation
Die deutschsprachige Synchronisation entsteht bei VSI Synchron in Berlin nach Dialogbüchern von Verena Ludwig und unter der Dialogregie von Cay-Michael Wolf.
| Rolle                      | Schauspieler      | Episoden | Synchronsprecher        |
| -------------------------- | ----------------- | -------- | ----------------------- |
| Tom Ripley                 | Andrew Scott      | 1–       | Marius Clarén           |
| Marjoirie „Marge“ Sherwood | Dakota Fanning    | 1–       | Lisa May-Mitsching      |
| Richard „Dickie“ Greenleaf | Johnny Flynn      | 1–       | Konrad Bösherz          |
| Carlo                      | Vittorio Viviani  | 1–3, 7   | Nico Mamone             |
| Herbert Greenleaf          | Kenneth Lonergan  | 1, 3, 8  | Thomas Schmuckert       |
| Al MacCarron               | Bokeem Woodbine   | 1, 8     | Tilo Schmitz            |
| Freddie Miles              | Eliot Sumner      | 2, 5–6   | Oska Melina Borcherding |
| Signora Buffi              | Margherita Buy    | 5–8      | Irina Wrona             |
| Inspektor Pietro Ravini    | Maurizio Lombardi | 6–8      | Marc Skanderberg        |
| Max Yoder                  | Louis Hofmann     | 6        | Louis Hofmann           |
| Reeves Minot               | John Malkovich    | 8        | Joachim Tennstedt       |

## Produktion
Im Jahr 2019 gab der US-amerikanische Sender Showtime die Produktion bei Steven Zaillian in Auftrag. Zaillian erklärte, dass die Adaption des Stoffes als Serie besser sei denn als Spielfilm, da diese ihm „ermöglichte, der Geschichte, dem Ton und den Feinheiten von Highsmiths Werk treuer zu bleiben.“
Die Dreharbeiten in Italien sollten ursprünglich im September 2020 beginnen, wurden aber später auf 2021 verschoben. Im Februar 2023 befand sich die Serie in der frühen Phase der Postproduktion.
Ripley wird in Schwarzweiß präsentiert. Zaillian erklärte diesbezüglich: „Die Ausgabe des Ripley-Buches, die ich auf meinem Schreibtisch hatte, hatte ein eindrucksvolles Schwarz-Weiß-Foto auf dem Cover. Während ich schrieb, hatte ich dieses Bild im Kopf. Schwarz-Weiß passt zu dieser Geschichte.“
Ursprünglich war die Ausstrahlung von Ripley auf Showtime angekündigt, doch wurden die Filmrechte während der Produktion von Netflix erworben. Der erste Trailer wurde Anfang März 2024 vorgestellt.

## Episodenliste
| Nr. (ges.) | Nr. (St.) | Deutscher Titel | Originaltitel |
| Am 4. April 2024 wurde die komplette Miniserie veröffentlicht, die Regie und das Drehbuch übernahm bei allen Episoden Steven Zaillian. | Am 4. April 2024 wurde die komplette Miniserie veröffentlicht, die Regie und das Drehbuch übernahm bei allen Episoden Steven Zaillian. | Am 4. April 2024 wurde die komplette Miniserie veröffentlicht, die Regie und das Drehbuch übernahm bei allen Episoden Steven Zaillian. | Am 4. April 2024 wurde die komplette Miniserie veröffentlicht, die Regie und das Drehbuch übernahm bei allen Episoden Steven Zaillian. |
| --- | --- | --- | --- |
| 1 | 1 | I. Schwer zu finden | I A Hard Man To Find |
| Im New York der 1960er Jahre wird der Kleinbetrüger Tom Ripley von dem wohlhabenden Schiffbauer Herbert Greenleaf angesprochen, der ihn für einen Freund seines verwöhnten Sohnes Dickie hält. Herbert bezahlt Tom dafür, nach Italien zu gehen, um Dickie davon zu überzeugen, nach Jahren im Ausland, angeblich als Schriftsteller und Maler, nach Hause zurückzukehren. Tom geht nach Atrani, wo er Dickie und seine Freundin Marge trifft, die ein Reisebuch über Atrani schreibt. Tom verliebt sich in den hübschen Dickie und seinen unbeschwerten Lebensstil. | | | |
| 2 | 2 | II. Sieben Barmherzigkeiten | II Seven Mercies |
| Tom gesteht Dickie den Plan seines Vaters. Dickie ist von Toms angeblicher Ehrlichkeit beeindruckt und lädt ihn ein, in seiner Villa zu übernachten. Dickie und Tom treffen Freddie Miles, einen wohlhabenden Dramatiker, der Tom gegenüber misstrauisch ist; Freddie schlägt Dickie und Marge vor, Weihnachten mit ihm beim Skifahren in Cortina zu verbringen. Tom schreibt Herbert und bittet um mehr Geld. Dickie erwischt Tom in seinen Klamotten. Dickie glaubt, dass Tom in ihn verliebt ist, obwohl Tom dies bestreitet. | | | |
| 3 | 3 | III. Sommerso | III Sommerso |
| Tom erhält einen Brief von Herbert, in dem ihm mitgeteilt wird, dass seine Versuche, Dickie zur Rückkehr zu überreden, gescheitert sind. Dickie erhält außerdem einen Brief von seinem Vater, in dem er ihn auffordert, sich vor Tom in Acht zu nehmen. Dickie bietet Tom an, einen Ausflug nach Sanremo mitzunehmen. Sie mieten ein kleines Boot, in dem Dickie ihm erzählt, dass er und Marge ohne ihn Weihnachten mit Freddie in Cortina d'Ampezzo verbringen werden. Tom schlägt Dickie mit einem Ruder zu Tode, fesselt seinen Körper an den Anker des Bootes und wirft den Körper über Bord, nachdem er Dickies persönliche Accessoires entfernt hat. Tom trägt Dickies Ring und verlässt Sanremo.                                                                                             | | | |
| 4 | 4 | IV. La Dolce Vita | IV La Dolce Vita |
| Tom kehrt nach Atrani zurück, holt Dickies persönliche Gegenstände ab und behauptet, Dickie sei jetzt in Rom. Marge ist nicht überzeugt. Tom verkauft einige von Dickies Wertsachen und wendet sich an einen kleinen Mafia-Gang namens Carlo, der Dickies Boot verkaufen will. Tom nimmt eine Wohnung in Rom, wo er mit einem manipulierten Pass und nachdem er gelernt hat, Dickies Unterschrift zu fälschen, die Identität seines toten Freundes annimmt und ein privilegiertes Leben beginnt. | | | |
| 5 | 5 | V. Lucio | V Lucio |
| In Rom lebt Tom von Dickies Geld. Mit Dickies tragbarer Schreibmaschine verfasst Tom Briefe an Marges und Dickies Eltern, um die Illusion zu erwecken, dass Dickie noch lebt. Freddie, der Dickie verfolgt, kommt unerwartet in der Wohnung an und deckt Toms Plan auf. Er konfrontiert Tom damit, dass er in New York ein Kleinkrimineller sei. Als Freddie gehen will, schlägt Tom ihn mit einem schweren Glasaschenbecher zu Tode. Er lässt Freddies Leiche in seinem Fiat zurück und wirft seine Ausweispapiere weg. | | | |
| 6 | 6 | VI. Mit einem schweren Gegenstand | VI Some Heavy Instrument |
| Die Polizei entdeckt Freddies Leiche und leitet eine Mordermittlung zum Tod des Engländers ein. Der Mord macht Schlagzeilen und Dickie wird als Zeuge aufgeführt. Inspektor Ravini befragt Tom – den er für Dickie hält – nach einem Hinweis von Freddies Liebhaber Max Yoder. Unterdessen wird in Sanremo das teilweise verbrannte, blutbefleckte Boot entdeckt, das zu Dickie und Tom zurückführt. In Atrani erfährt Marge, dass Dickies Boot verkauft wurde und erfährt von Freddies Tod. Sie geht nach Rom, um nach Antworten zu suchen, aber Tom besteht darauf, dass Dickie gegangen ist. Tom reist nach Palermo. | | | |
| 7 | 7 | VII. Makabre Unterhaltung | VII Macabre Entertainment |
| Inspektor Ravini untersucht den Fall weiter und durchsucht Rom nach Tom Ripley, von dem er vermutet, dass er von Dickie in Sanremo getötet wurde. Er glaubt, Marge habe ihn angelogen, als sie ihm sagte, sie habe Tom in Rom gesehen. Dickies Bank kontaktiert Ravini wegen einer Unstimmigkeit zwischen den Unterschriften bei Dickies monatlicher Treuhandauszahlung. Tom klärt die Angelegenheit mit einem Brief, der die Bank davon überzeugt, dass kein Betrug vorlag. Die Zeitungen berichten, dass Tom Ripley vermisst wird und sein Verschwinden möglicherweise mit dem Mord an Freddie zusammenhängt. Tom reist erneut ab, dieses Mal nach Venedig. | | | |
| 8 | 8 | VIII. Narcissus | VIII Narcissus |
| Tom mietet unter seinem richtigen Namen einen Palazzo in Venedig und informiert die venezianische Polizei, dass er lebt. Es gelingt ihm, sich zu verkleiden, als Ravini eintrifft, um ihn zu interviewen. Tom wird von der High Society Venedigs willkommen geheißen und ist neugierig auf Dickie, der von der Presse als „flüchtiger Playboy“ bezeichnet wird. Marge kommt und sie besuchen gemeinsam eine Party, die Pegeen Guggenheim veranstaltet. Herbert kommt in Italien an und akzeptiert die Geschichte, dass ein verzweifelter Dickie, deprimiert über sein Versagen als Künstler und in Freddies Tod verwickelt, sich das Leben genommen hat. Marge schickt Ravini ein Exemplar ihres Buches über Atrani. Ravini ist schockiert, als er darin ihr Foto des echten Dickie Greenleaf sieht. | | | |